# نوئل هریسون
 نوئل هریسون (انگلیسی: Noel Harrison؛ ۲۹ ژانویهٔ ۱۹۳۴ – ۱۹ اکتبر ۲۰۱۳) خواننده، هنرپیشه و اسکی‌باز المپیک انگلیسی بود. وی پسر رکس هریسون بود.